# Dana Schweiger

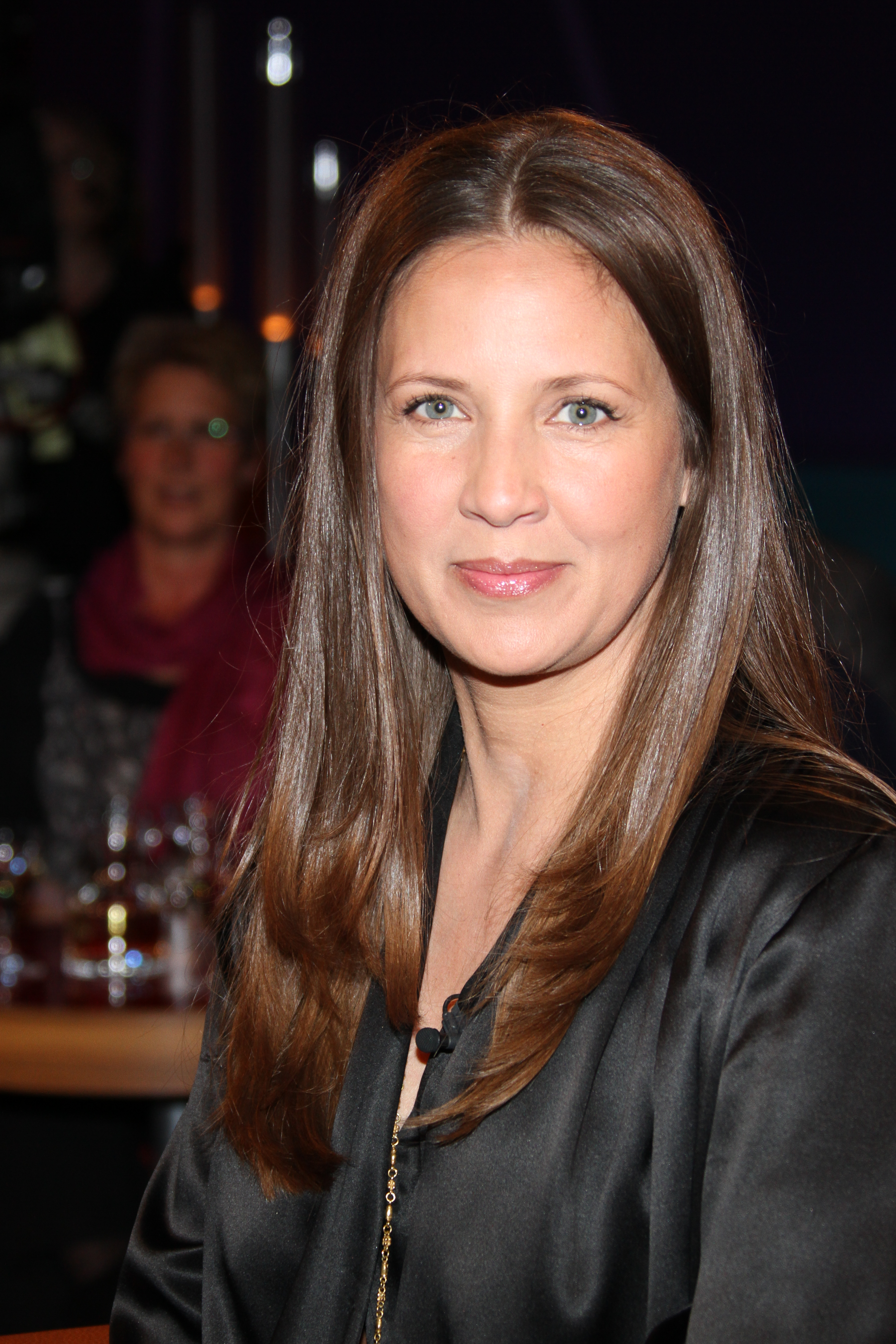
Dana Schweiger, 2012

Dana Schweiger (* 29. Februar 1968 in Seattle, Washington als Dana Carlsen) ist eine US-amerikanische Moderatorin, Unternehmerin, Autorin und ein ehemaliges Model.

## Privatleben
Dana Schweiger wurde 1968 in Seattle geboren und wuchs dort mit ihrer Schwester bei ihrem Onkel auf. 1995 heiratete sie nach zweijähriger Beziehung den deutschen Schauspieler Til Schweiger. Sie haben vier gemeinsame Kinder: einen Sohn: Valentin Florian (* 1995) und drei Töchter: Luna (* 1997), Lilli (* 1998) und Emma (* 2002). Die Familie lebte zunächst in Malibu (Kalifornien), bis sie 2004 nach Hamburg zog. Das Paar trennte sich im November 2005; im Mai 2014 wurde die Ehe geschieden. Die drei Töchter sind als Schauspielerinnen tätig. 2016 zog Dana Schweiger wieder in die USA.

## Karriere
Schweiger studierte zunächst Betriebswirtschaft und ließ sich dann am Esthetic Skincare Institute in Seattle zur Kosmetikerin ausbilden. In den 1990er Jahren arbeitete sie unter anderem für Calvin Klein und H&M als Model. 2009 hatte sie einen Werbevertrag mit Katjes. 2012 war sie Jurorin in der Sendung Deutschland sucht den Superstar Kids. 2013 war sie Taufpatin des Kreuzfahrtschiffs Europa 2. Sie ist die Mitgründerin von Bellybutton, einem Versandhandel für Kinderbedarf. Gemeinsam mit Ursula Karven schrieb sie mehrere Sachbücher zur Thematik Schwangerschaft, Geburt und Baby. 2019 erschien ihre Autobiographie.

## Film- und Fernsehauftritte
- 1995: Lindenstraße
- 1997: Knockin’ on Heaven’s Door
- 1998: Der Eisbär
- 2004: Pampers-TV (RTL II), 9 Sendungen[10]
- 2005: Barfuss
- 2012: Simply Dana (Glitz*)[11][12]
- 2012: Deutschland sucht den Superstar Kids (RTL)
- 2015: Grill den Henssler (VOX)
- 2016: Dance Dance Dance (RTL) (mit Luna Schweiger als Tanzpartnerin)
- 2016: 6 Mütter: Zwischen Kind und Karriere[13]
- 2023: ZDFzeit: Mensch Millionär!
- 2024: Die Verräter – Vertraue Niemandem! (RTL)

## Veröffentlichungen
- 2006: Dana Schweiger, Ursula Karven et al.: bellybutton – Das große Schwangerschaftsbuch. ISBN 978-3-499-61913-7.
- 2006: Dana Schweiger, Ursula Karven u. a.: Das große Babybuch: Alles für das erste Jahr. ISBN 978-3-8052-0816-1.
- 2019: Dana Schweiger, Janina Jetten: Im Herzen barfuß: Das Leben, die Liebe, meine Familie und ich. ISBN 978-3-8419-0661-8.